# Матвієвка (Цілинний округ)
Матві́євка (рос. Матвеевка) — село у складі Цілинного округу Курганської області, Росія.
Населення — 622 особи (2010, 788 у 2002).
Національний склад станом на 2002 рік:
- росіяни — 89 %